# クロムスズピンク
クロムスズピンクは、ピンクのセラミック顔料である。クロム錫ピンク（クロムすずピンク）と表記されることもあり、英語ではクロムティンピンク (chrome tin pink) と呼ばれる。Colour Index Generic Nameは、Pigment Red 233である。

## 組成
スズスフェン (CaO・SnO2・SiO2) を母格子とし、この中に少量のクロムが固溶したもの。母格子となるスズスフェンはスフェン (CaO・TiO2・SiO2) のチタンをスズに置き換えたものなので、スフェンピンク (sphene pink) とも呼ばれる。

## 製法
クロム化合物、酸化スズ、二酸化ケイ素、炭酸カルシウム、それに少量のフッ化カルシウム、ホウ砂を配合し1200℃で焼成してつくられる。カルシウムを含む釉薬でピンク、バリウムを含む釉薬で紫がかった赤、鉛を含む釉薬で鮮やかなワインレッドに発色する。
なおバリウム或いは鉛を含む釉薬にクロムスズピンクを添加したものをクロム赤釉（-あかゆう）、カルシウムを含む釉薬にクロムスズピンクを添加したものをクロムピンク釉（-ゆう）と呼ぶ。なおクロム赤釉はクロムスズピンクの代わりにスズスフェン或いは酸化スズと酸化クロムをバリウム或いは鉛を含む釉薬に加えてつくることも出来、クロムピンク釉もクロム赤釉同様クロムスズピンクの代わりにスズスフェン或いは酸化錫と酸化クロムをカルシウムを含む釉薬に加えてつくることも出来る。

## 用途
陶磁器・セラミックスの着色以外では、絵具にも使われており、イギリスのウィンザー・アンド・ニュートン社の透明水彩絵具のポーターズピンク、リキテックスプライムのアースピンクはクロムスズピンクを顕色成分とする絵具である。鈍い色、明るいながらも比較的弱い不透明性、弱い着色力を持った絵具となる。